# Джеймі Рівз
Дже́ймі Рівз (англ. Jamie Reeves; нар. 3 травня 1962) — колишній стронгмен, шахтар і професійний реслер. У 1989 році виграв змагання Найсильніша Людина Світу і був чемпіоном змагання Світова сила м'язів (англ. World Muscle Power). Окрім цього Джеймі має титули Найсильнішої людини Європи і Найсильнішої людини Британії. Після закінчення спортивної кар'єри працює рефері на спортивних змаганнях, рідше навчителем і промоутером.

## Рекорди
- Присідання — 362,5 кг
- Вивага лежачи — 262,5 кг
- Мертве зведення — 367.5 кг

## Характеристики
- Зріст: 190,5 см
- Вага: 146 кг
- ІМТ: 40,2
- Груди: 60 см
- Біцепс: 22 дюйми